# Luis de Francia (1264-1276)
Luis (c. 1264 - antes de mayo de 1276) fue el hijo mayor del rey Felipe III de Francia, conocido como el Temerario y su primera esposa, la infanta Isabel de Aragón. Fue el heredero de la corona francesa, desde 1270 hasta su muerte prematura.

## Biografía
Nació durante el reinado de su abuelo paterno, San Luis IX. Sus padres tendrían otros tres hijos: Felipe, Roberto y Carlos.
La muerte de su abuelo, el 25 de agosto de 1270 durante la Octava Cruzada, su padre asciende como rey de Francia, con el nombre de Felipe III, y Luis se convierte en el heredero del trono.
Quedó huérfano a los siete años, cuando su madre murió en Calabria, a su regreso de la octava cruzada, tras una caída de caballo, estando embarazada de su quinto hijo.
Su padre se volvió a casar en 1274 con María de Brabante, con quien tuvo tres hijos más.
Luis murió sorpresivamente a principios de 1276, a la edad de 12 o 13 años, por lo que fue su hermano menor Felipe, el futuro Felipe IV el Hermoso, quién se convirtió en el nuevo príncipe heredero.

## Las circunstancias de su muerte
Las insinuaciones difundidas por el favorito Pedro de La Brosse sugerían que el joven Luis había sido envenenado por su madrastra, María de Brabante, cuya intención era eliminar sucesivamente a los hijos de Isabel de Aragón. La teoría del envenenamiento también es defendida por Guillermo de Nangis en su Gesta Philippi Tertia Francorum Regis.
Pedro de La Brosse al final fue acusado por supuestamente envenenarlo, siendo ahorcado el 30 de junio de 1278, en la horca de Montfaucon. Las circunstancias reales de su muerte siguen sin esclarecerse.